# Манн, Эллисон
Э́ллисон Манн (англ. Allison Munn; род. 7 октября 1974, Колумбия, Южная Каролина, США) — американская актриса. Известна ролями в телесериалах «Никки, Рикки, Дикки и Дон», «Шоу 70-х», «За что тебя люблю», «Холм одного дерева».

## Биография
Эллисон Манн родилась 7 октября 1974 года в Колумбии (штат Южная Каролина, США) в семье Расселла Манна и его жены-учительницы Надин Манн. Эллисон окончила AC Flora High School и The College of Charleston. После получения образования Манн переехала в Нью-Йорк, после чего она начала играть на Бродвее.

## Карьера
Эллисон дебютировала в кино в 1999 году, сыграв роль Гретхен в телесериале «Время от времени», в котором она снималась до 2000 года. В 2003—2006 года Манн играла роль Тины Хэйвен в телесериале «Всё лучшее в тебе». Всего она сыграла более чем в 20-ти фильмах и телесериалах.

## Личная жизнь
С 17 ноября 2007 года Эллисон замужем за актёром Скоттом Холройдом, с которым она встречалась 3 года до их свадьбы. У супругов есть двое детей — сын Нэйтан Пауэлл Холройд (род.15.11.2011) и дочь Нора Холройд (род. 2015).